# Ходув (гміна)
Гміна Ходув (пол. Gmina Chodów) — сільська гміна у північно-західній Польщі. Належить до Кольського повіту Великопольського воєводства.
Станом на 31 грудня 2011 у гміні проживало 3354 особи.

## Територія
Згідно з даними за 2007 рік площа гміни становила 77.97 км², у тому числі:
- орні землі: 89.00%
- ліси: 6.00%

Таким чином, площа гміни становить 7.71% площі повіту.

## Населення
Станом на 31 грудня 2011:
| Опис     | Загалом | Загалом | Чоловіки | Чоловіки | Жінки | Жінки |
| -------- | ------- | ------- | -------- | -------- | ----- | ----- |
| одиниця  | осіб    | %       | осіб     | %        | осіб  | %     |
| все      | 3354    | 100     | 1672     | 49.85    | 1682  | 50.15 |
| міське   | 0       | 100     | 0        |          | 0     |       |
| сільське | 3354    | 100     | 1672     | 49.85    | 1682  | 50.15 |

## Сусідні гміни
Гміна Ходув межує з такими гмінами: Ґрабув, Дашина, Домбровіце, Клодава, Крошневіце, Пшедеч.